# VLF 포스 1
VLF 포스 1(영어: VLF Force 1)은 VLF 오토모티브에서 생산했던 스포츠카이다.

## 개요
2016년 4월에 발표된 모델로 50대 한정 생산을 목표로 제작된 차량으로 디자이너의 경우 헨릭 피스케가 참여했다.

## 비디오 게임에서의 등장
- 아스팔트 9: 레전드